# アントニオ・ピエドラ
アントニオ・ピエドラ（Antonio Piedra、1985年10月10日 - ）は、スペイン、セビリア出身の自転車競技（ロードレース）選手。

## 来歴
2006年
- ブエルタ・ア・セゴビア 総合2位（区間1勝）

2007年、フエルテベントゥラ・カナリアスに移籍。
2008年、アンダルシア・カハスルに移籍。
2009年
- ポルトガル一周 区間1勝
- ブエルタ・ア・エスパーニャ 総合78位

2010年
- ブエルタ・ア・エスパーニャ 総合105位

2011年
- ブエルタ・ア・エスパーニャ 総合72位

2012年、カハ・ルラルに移籍。
- ロガランドグランプリ 優勝
- ブエルタ・ア・エスパーニャ・第15ステージ 優勝